# Corto viaggio sentimentale
Corto viaggio sentimentale è un racconto di Italo Svevo scritto nel 1928 e rimasto incompleto a causa della morte dell'autore. Fu pubblicato postumo nel 1949.

## Trama
Il signor Aghios, protagonista della novella, intraprende un viaggio in treno da Milano a Trieste, durante il quale incontra diversi personaggi, con cui non può far a meno di conversare.
La figura del protagonista è infatti quella dell' "inetto" in una sua particolarissima sfumatura: cercando di essere gentile con tutti e sentendosi subito intimamente legato al prossimo, cerca un appagamento interiore; ci appare innocuo, pur nella sua consapevolezza del mondo più volte manifesta, e vorrebbe allo stesso tempo la libertà del viaggio (e dunque la conseguente libertà di non dover nulla a nessuno) e il legame con l'altro, l'aiuto reciproco e la fiducia negli esseri umani.
Attraverso i suoi pensieri capiamo che non abbiamo a che fare con un ingenuo o con uno sprovveduto: la conoscenza dei caratteri e delle debolezze umane lo portano a dare giudizi o a fare considerazioni quasi geniali.
Tuttavia, il suo ricercare approvazione e affetto negli sconosciuti lo porterà, sul finale, ad essere derubato proprio da un suo compagno di viaggio che egli aveva appena conosciuto e che aveva addirittura aiutato.
Qui, con una parola spezzata, si interrompe il racconto, inaspettatamente.
Il lettore non è portato a provare pietà per il protagonista, che appare invece un poco ridicolo: in fondo, il suo egoismo e la sua ipocrisia meritavano la vendetta della cattiveria umana.

## Struttura
Il racconto è narrato in terza persona da un narratore onnisciente ed è articolato nei seguenti capitoli:
1. Stazione di Milano
2. Milano - Verona
3. Verona - Padova
4. Venezia
5. Alla stazione di Venezia
6. Venezia-Pianeta Marte
7. Gorizia-Trieste

## Edizioni
- Corto viaggio sentimentale ed altri racconti inediti, a cura di Umbro Apollonio, Milano: Mondadori, 1949